# Vygaudas Ušackas
Vygaudas Ušackas (ur. 16 grudnia 1964 w Szkudach) – litewski dyplomata, ambasador Litwy oraz Unii Europejskiej, w latach 2008–2010 minister spraw zagranicznych w rządzie Andriusa Kubiliusa.

## Życiorys
W 1982 ukończył szkołę średnią nr 2 w rodzinnych Szkudach. Nie dostawszy się na studia prawnicze, pracował jako malarz. W latach 1983–1985 odbył obowiązkową służbę wojskową w Armii Radzieckiej. Stacjonował w Karagandzie w Kazachstanie. W latach 1985–1990 studiował na Wydziale Prawa Uniwersytetu Wileńskiego. Był jednym z inicjatorów odrodzenia samorządu studenckiego na uczelni i jego pierwszym przewodniczącym. Naukę kontynuował w ramach stypendiów zagranicznych na uniwersytetach w Oslo w 1990 (w zakresie handlu zagranicznego i nauk politycznych) oraz w Aarhus w 1991 (w zakresie politologii).
Od 1991 zatrudniony w Ministerstwie Spraw Zagranicznych Litwy. W latach 1991–1992 był II sekretarzem w wydziale Europy Zachodniej. W latach 1992–1996 pracował jako radca w stałym przedstawicielstwie Litwy przy NATO i Wspólnotach Europejskich. Po powrocie do kraju kierował departamentem politycznym MSZ (1996–1999), a w latach 1999–2000 pełnił funkcję wiceministra spraw zagranicznych. Następnie w randze ambasadora był głównym negocjatorem ds. akcesji Litwy do Unii Europejskiej. W latach 2001–2006 zajmował stanowisko ambasadora Litwy w Stanach Zjednoczonych z akredytacją również na Meksyk. W latach 2006–2008 pełnił funkcję ambasadora w Wielkiej Brytanii.
4 grudnia 2008 w rządzie Andriusa Kubiliusa objął urząd ministra spraw zagranicznych z rekomendacji Związku Ojczyzny. 21 stycznia 2010 zrezygnował ze stanowiska w odpowiedzi na żądanie dymisji, z którym dzień wcześniej wystąpiła prezydent Dalia Grybauskaitė. Dymisja została przyjęta 26 stycznia.
W lutym 2010 został desygnowany przez Catherine Ashton na specjalnego wysłannika Unii Europejskiej w Afganistanie; pełnił tę funkcję do 2012. W 2013 otrzymał nominację na ambasadora UE w Rosji, zakończył urzędowanie w 2017. Później został dyrektorem Instytutu Europejskiego Uniwersytetu Technicznego w Kownie.
W listopadzie 2018 ubiegał się o nominację Związku Ojczyzny na kandydata tej partii w wyborach prezydenckich, ostatecznie w wewnątrzpartyjnych prawyborach przegrał z Ingridą Šimonytė. W 2019 został członkiem rady dyrektorów Avia Solutions Group.

## Odznaczenia
- Krzyż Komandorski Orderu „Za Zasługi dla Litwy” (2003)[8]
- Krzyż Komandorski Orderu Zasługi (Norwegia, 1998)[9]
- Order „Za zasługi” III klasy (Ukraina, 1998)[10]
- Krzyż Oficerski Orderu Zasługi Rzeczypospolitej Polskiej (Polska, 1999)[11]
- Order Honoru (Gruzja, 2009)[12]
- Order Krzyża Ziemi Maryjnej II klasy (Estonia, 2013)[13]